# 坂根嘉弘
坂根 嘉弘（さかね よしひろ 1956年2月 - ）は、日本の歴史学者・経済学者。広島修道大学商学部教授。京都府舞鶴市出身。
専門は近代日本経済史特に農業問題の研究。農学博士（京都大学、1989年）。

## 略歴
- 1978年 - 京都大学文学部史学科国史学専攻卒業
- 1984年 - 京都大学大学院農学研究科博士課程修了
- 1987年 - 鹿児島大学助教授
- 1989年 - 農学博士（京都大学） 学位論文：「戦間期における集団的小作争議と農地政策に関する研究」[1]
- 1994年 - 広島大学経済学部助教授
- 1998年 - 同教授
- 2004年 - 同大学大学院 社会科学研究科社会経済システム専攻教授
- 2013年 - 現職

## 著書

### 単著
- 『戦間期農地政策史研究』（九州大学出版会、1990年）
- 『分割相続と農村社会』（九州大学出版会、1996年）
- 『家と村　日本伝統社会と経済発展』（農山漁村文化協会、2011年）
- 『日本戦時農地政策の研究』（清文堂出版、2012年）
- 『評伝　朝鮮総督府官吏・吉田正廣とその時代』（清文堂出版、2021年）

### 編著
- 『軍港都市史研究1 舞鶴編』（清文堂出版、2010年）